# Superman (chanson d'Eminem)
Pour les articles homonymes, voir Superman (homonymie).
Singles de Eminem
Lose Yourself
(2002) Sing for the Moment
(2003)

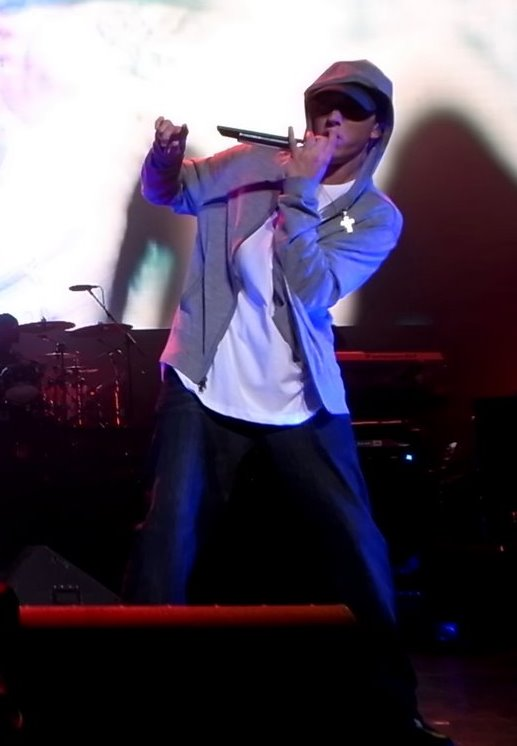
Eminem, rappeur américain auteur de la chanson Superman

Superman est une chanson du rappeur américain Eminem, 3e single extrait de The Eminem Show sorti en 2002. Écrite et composée par Eminem et Jeff Bass, produite par Eminem, la chanson est distribuée par Interscope Records, Aftermath Entertainment, le label de Dr. Dre, et Shady Records, label fondé par Eminem et Paul Rosenberg. La chanson est un duo avec Dina Rae.

## Genèse
La chanson, écrite et composée en 2002 par Eminem pour l'album The Eminem Show raconte les relations tumultueuses qu'il a eues dans sa vie notamment avec son ex-femme Kim. Eminem révélera dans son autobiographie parue en 2008, The Way I Am, que la chanson traite en fait de la rumeur autour de sa relation avec la chanteuse américaine Mariah Carey.
La chanteuse américaine Dina Rae participe à la chanson. En effet, depuis les débuts studio d'Eminem, elle participe à la chanson no 13 de tous ses albums (Cum On Everybody sur The Slim Shady LP, Drug Ballad sur The Marshall Mathers LP ou encore Pimp Like Me sur Devil's Night de son groupe D12).

### Interpolations et samples
Le rappeur canadien Drake a interpolé "Superman" dans son titre "Chicago Freestyle", en collaboration avec le chanteur de R&B Giveon, qui figure dans le sixième mixtape de Drake, Dark Lane Demo Tapes (en).

## Clip
L'actrice Gina Lynn participe au clip, réalisé par Paul Hunter. La vidéo n'est diffusée que très rarement sur MTV car jugée trop explicite. Toutefois, elle apparaît sur la plateforme numérique VEVO.

## Liste des pistes
CD single promotionnel
| No | Titre                                           | Auteur     | Producteurs                | Durée |
| -- | ----------------------------------------------- | ---------- | -------------------------- | ----- |
| 1. | Superman (feat. Dina Rae) (version radio clean) | M. Mathers | Eminem, Jeff Bass, S. King | 4:42  |

vinyle 12" 
| No | Titre                                           | Auteur     | Producteurs                | Durée |
| -- | ----------------------------------------------- | ---------- | -------------------------- | ----- |
| 1. | Superman (feat. Dina Rae) (version radio clean) | M. Mathers | Eminem, S. King            | 4:42  |
| 2. | Superman (feat. Dina Rae) (version album)       | M. Mathers | Eminem, Jeff Bass, S. King | 5:50  |
| 3. | Superman (feat. Dina Rae) (instrumentale)       | M. Mathers | Eminem, Jeff Bass, S. King | 4:27  |
| 4. | Superman (feat. Dina Rae) (A cappella)          | M. Mathers | Eminem, Jeff Bass, S. King | 4:27  |

## Classements hebdomadaires
| Pays - classement (2003)                       | Meilleure position |
| ---------------------------------------------- | ------------------ |
| Nouvelle-Zélande (RIANZ)                       | 42                 |
| États-Unis - Billboard Hot 100                 | 15                 |
| États-Unis - Hot R&B/Hip-Hop Songs (Billboard) | 44                 |
| États-Unis - Top 40 Mainstream (Billboard)     | 10                 |
| États-Unis - Rap Songs (Billboard)             | 10                 |